# Cytokine

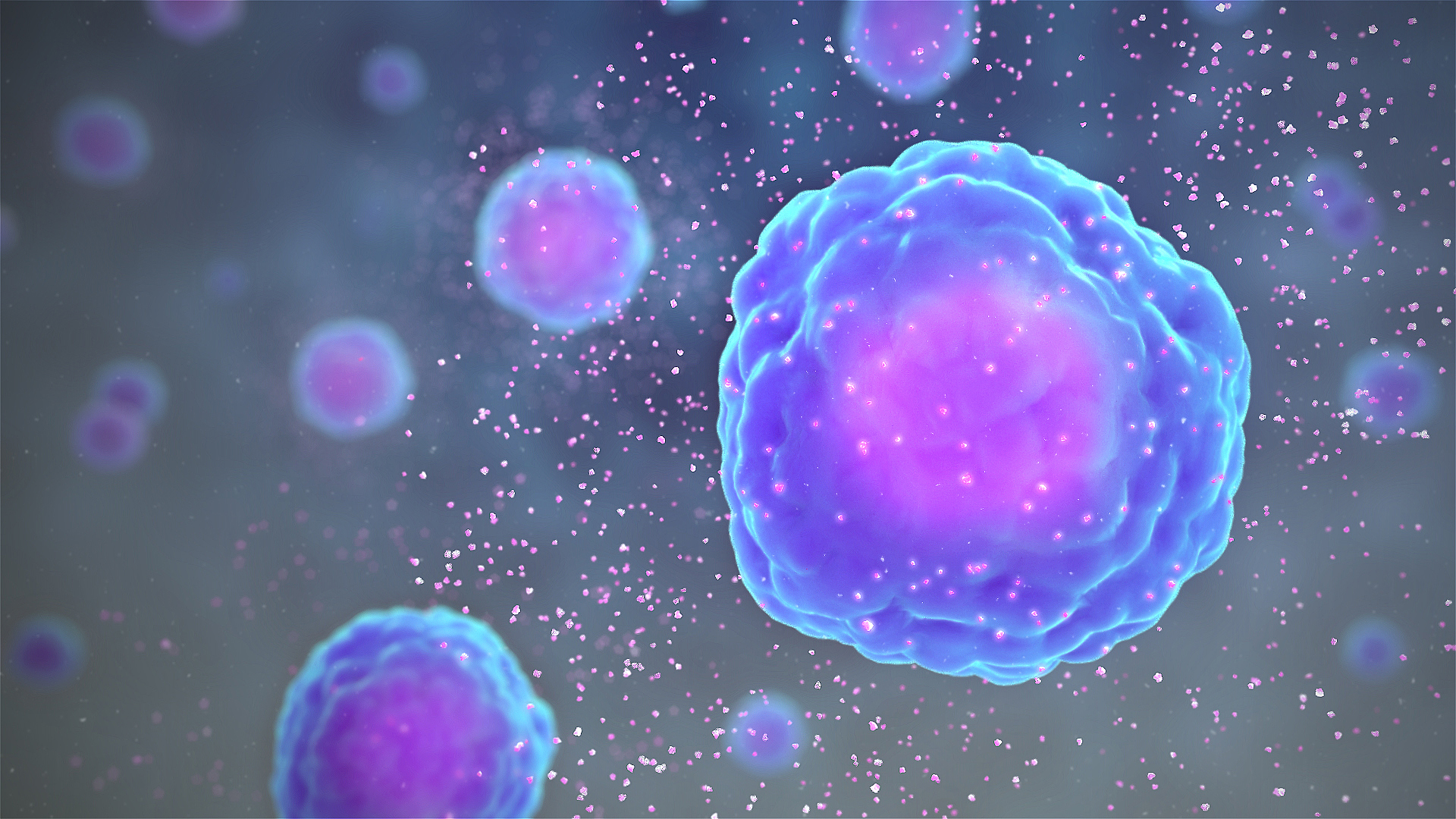
Artistieke 3D-weergave van cytokinen die uitgescheiden worden door een witte bloedcel

Cytokinen zijn een brede klasse van kleine eiwitten (5–30 kDa) die een belangrijke signaalfunctie vervullen in het immuunsysteem. Cytokinen hebben een sterk regulerend effect op diverse cellen van de afweer, maar ook op andere lichaamscellen. Cytokinen worden uitgescheiden aan het extracellulaire milieu, en voeren hun functie uit door aan receptoren te binden op het oppervlak van de doelcel.
Belangrijke groepen cytokinen zijn interleukinen, interferonen, tumornecrosefactor en chemokinen. Cytokinen worden aangemaakt en uitgescheiden door verschillende celtypen, waaronder lymfocyten, monocyten, macrofagen en granulocyten zoals mestcellen. Ook lichaamscellen die niet direct bij de afweer betrokken zijn, zoals endotheelcellen, fibroblasten en mesenchymcellen, zijn tot cytokineproductie in staat. Cytokinen reguleren bijna alle aspecten van het immuunsysteem, zowel in de verworven afweer als de aangeboren afweer. Ze doen dit voornamelijk door de groei, differentiatie en maturatie van immuuncellen af te stemmen.
Cytokinen spelen een belangrijke rol in diverse ziekteprocessen. Een overmatige afgifte van bepaalde ontstekingsbevorderende cytokinen kunnen leiden tot een afweerreactie die schadelijk is voor het eigen lichaam. Een ernstig voorbeeld hiervan is een cytokinestorm: een ziektefenomeen dat bijvoorbeeld kan optreden bij virale luchtweginfecties. De immuunreactie is dan zo hevig dat dit orgaanfalen tot gevolg kan hebben. Ook bij auto-immuunziekten, allergieën, bloedvergiftiging en kankerontwikkeling zijn cytokinen een essentiële speler in het ziekteverloop.

## Term
De naam cytokine komt van de Griekse woorden kytos (κύτος), dat 'cel' betekent en kinēsis (κίνησις) dat 'beweging' betekent. Cytokinen zijn extracellulaire signaalmoleculen die, net als hormonen, door cellen worden uitgescheiden onder invloed van bepaalde triggers. Anders dan hormonen werken cytokinen doorgaans lokaal in op naburige cellen (paracrien) of op de producerende cel zelf (autocrien). Een ander belangrijk verschil is de hoeveelheid van afgifte: de meeste cytokinen circuleren in het bloed in een picomolaire concentratie (10–12 M), veel minder dan hormonen (10–9 M). Tijdens infectie of een ontsteking kunnen de bloedwaarden van cytokinen wel een duizendmaal stijgen. Er zijn meer dan 200 verschillende cytokinen bekend. Sommige cytokinen worden door vele verschillende celtypen geproduceerd, anderen door slechts een klein aantal specifieke celtypen.

## Werking

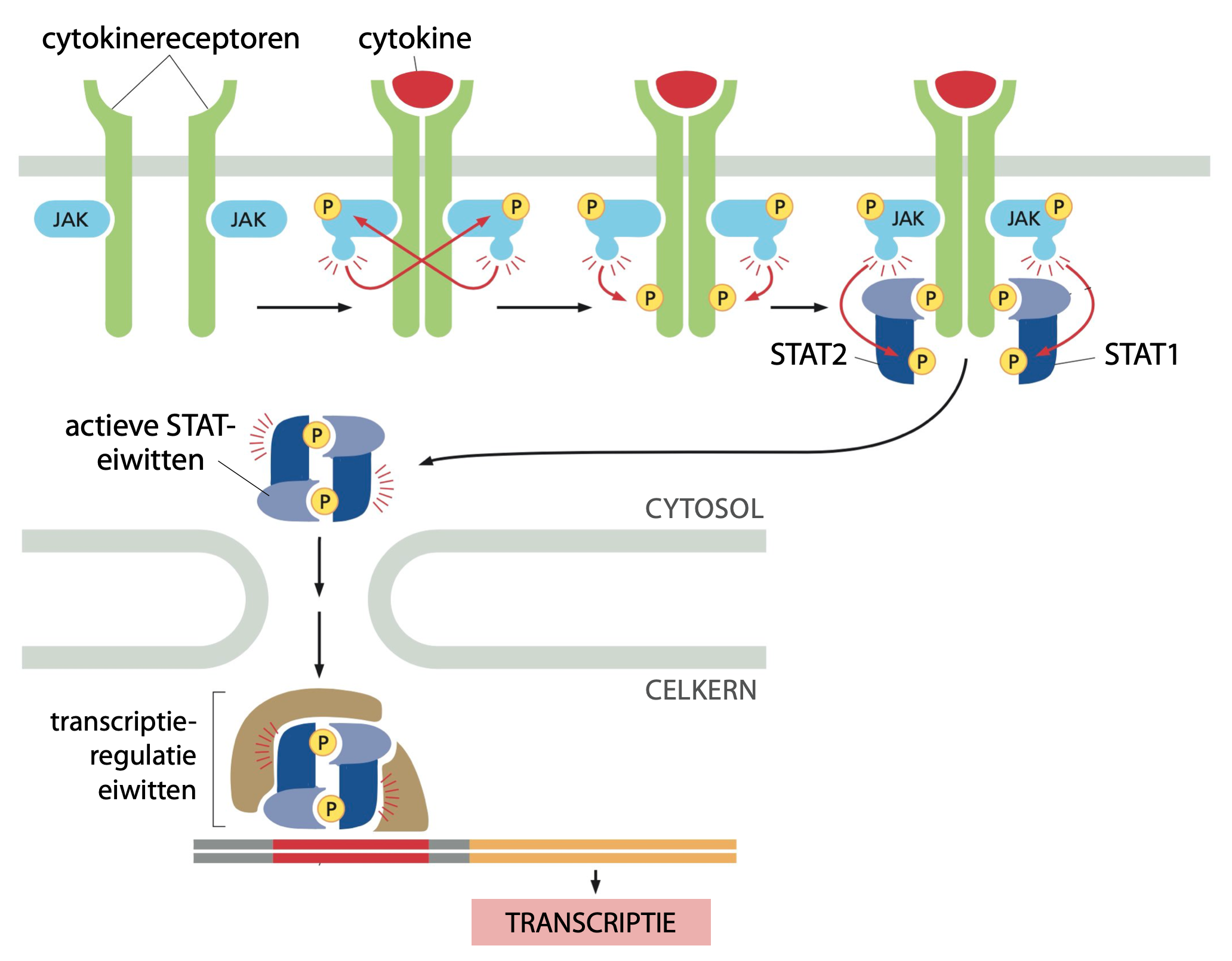
Veel cytokinen werken via de JAK-STAT-signaalroute, een intracellulair signaalmechanisme dat uiteindelijk leidt tot de regulatie van genexpressie

Cytokinen worden uitgescheiden door witte bloedcellen om de immuunrespons op gang te brengen. Wanneer macrofagen een binnendringende ziekteverwekker signaleren (met behulp van hun pattern-recognition-receptors), zullen deze cellen cytokinen gaan produceren. De cytokinen binden aan specifieke receptoren op het oppervlak van cellen in omgeving, en zetten daarbij een intracellulaire signaalcascade in gang. Zo kan de transcriptie van bepaalde genen opgevoerd worden die de infectie helpen bestrijden. Zo worden er transcriptiefactoren of celreceptoren tot expressie gebracht, of kan door negatieve feedback de productie van het cytokine verlaagd worden. De cytokinereceptoren worden meestal maar voor korte tijd tot expressie gebracht.
Er bestaan veel verschillende soorten cytokinen die door verschillende soorten cellen geproduceerd worden, sommige hebben onderling overlappende functies en werken in op verschillende andere soorten cellen (dit warrige patroon is bovendien diersoortafhankelijk). Deze overdaad wordt redundantie genoemd. Volgens sommige wetenschappers is dit patroon ontstaan uit co-evolutie met pathogenen: als een pathogeen het immuunsysteem kon omzeilen, moest het organisme op zijn beurt dit mechanisme opheffen. Bovendien kan één cytokine op dezelfde cel meer dan één respons opwekken en op verschillende cellen verschillende uitwerkingen hebben (pleiotroop). Cytokinen kunnen elkaar ook blokkeren.

## Onderverdeling

### Functioneel
Cytokinen zijn zeer divers in structuur en functie. In de immunologie worden cytokinen vaak geclassificeerd en gegroepeerd op basis van hun biologische functie. Cellen van de aangeboren afweer – zoals monocyten en macrofagen – zullen na herkenning van een binnengedrongen micro-organisme cytokinen produceren die een ontstekingsreactie in gang zetten. Deze worden pro-inflammatoire cytokinen genoemd. De belangrijkste pro-inflammatoire cytokinen zijn tumornecrosefactor alfa (TNF-α), de interleukinen IL-1β, IL-6 en IL-12, en diverse chemokinen die leukocyten rekruteren naar de infectiehaard. TNF-α werd voor het eerst beschreven in experimenten met muizen, waar het een krachtig antitumoreffect heeft, waaraan het zijn naam te danken heeft. Andere belangrijke cytokinen van de aangeboren afweer zijn de interferonen IFN-α en IFN-β, die er vooral op gericht zijn virusinfecties te bestrijden.
Cytokinen worden aangemaakt door vele immuuncelpopulaties, maar de voornaamste cytokine-uitscheiders zijn macrofagen en helper-T-cellen (Th-cellen). Th-cellen behoren tot het verworven immuunsysteem. In het verleden werden Th-cellen onderverdeeld in twee hoofdlijnen, elk gekenmerkt door een uniek cytokine-expressiepatroon: de Th1-cellen die vooral gericht zijn tegen intracellulaire pathogenen (produceren vooral IFN-γ en GM-CSF, maar ook IL-2 en IL-12), en de Th2-cellen die gericht zijn tegen extracellulaire pathogenen (vooral IL-4, IL-5 en IL-13). Duidelijk is geworden dat er ook andere groepen helper-T-cellen bestaan, die weer andere cytokinen produceren. Een voorbeeld is de regulatoire T-cellen, die als taak hebben om de immuunrespons te onderdrukken, vooral door uitscheiding van IL-10.
| Cytokine     | Cellulaire bron                             | Voornaamste functie                                                             |
| ------------ | ------------------------------------------- | ------------------------------------------------------------------------------- |
| GM-CSF       | Th-cellen                                   | Groei en differentatie van monocyten en dendritische cellen                     |
| IL-1β        | Macrofagen, APC's                           | Co-stimulatie van antigeen-presenterende cellen, ontsteking                     |
| IL-2         | Geactiveerde Th1-cellen                     | Proliferatie van B-cellen en T-cellen                                           |
| IL-4         | Geactiveerde Th-cellen                      | Stimulatie van B-cellen, IgE-respons, stimulatie van mestcellen en eosinofielen |
| IL-5         | Th2-cellen, mestcellen                      | Groei en stimulatie van eosinofielen (allergische reacties)                     |
| IL-6         | Geactiveerde Th2-cellen, APC's              | Ontsteking, acutefase-eiwitten, proliferatie van B-cellen, trombopoëse          |
| IL-10        | Th2-cellen, cytotoxische T-cellen, B-cellen | Onderdrukking cellulaire respons, remming pro-inflammatoire cytokineproductie   |
| IL-12        | B-cellen, macrofagen                        | Stimulatie van cellulaire respons, NK-cellen, IFN-productie                     |
| IL-17        | Th17-cellen, γδ T-cellen                    | Immuniteit tegen extracellulaire pathogenen, neutrofielactivatie                |
| IFN-α, IFN-β | Macrofagen, neutrofielen                    | Antivirale effecten, antigeenpresentatie (MHC-I), activatie van NK-cellen       |